# Championnats de France interclubs de natation
Pour les articles homonymes, voir Championnats de France interclubs.
Les Championnats de France interclubs de natation est une compétition de natation sportive où s'affrontent des clubs reconnus par la Fédération française de natation. L’organisation de cette compétition se déroule à l’échelon régional avec un classement national. Pour être classé, un club doit obligatoirement disputer la compétition dans sa région.
Les Championnats de France interclubs se déroulent traditionnellement au mois de novembre mais y sont décernés les titres de l'année suivante. Ainsi, les Championnats de France interclubs 2016 se déroulent au mois de novembre de l'année précédente (2015).

## Palmarès
Ce tableau détaille le palmarès des Championnats de France interclubs, et plus particulièrement celui de la division N1A,,,.
| Année                                                   | Hommes                              | Femmes                              |
| ------------------------------------------------------- | ----------------------------------- | ----------------------------------- |
| 1945                                                    | Racing Club de France               | Racing Club de France               |
| 1946                                                    | Dauphins du Toulouse OEC            | Non disputé                         |
| 1947 — 1969 : Pas de Championnats de France interclubs. |                                     |                                     |
| 1970                                                    | CN Marseille                        | CN Marseille                        |
| 1971                                                    | CN Marseille                        | CN Marseille                        |
| 1972                                                    | CN Marseille                        | Lille UC                            |
| 1973                                                    | CN Marseille                        | CN Marseille                        |
| 1974                                                    | CN Marseille                        | Lille UC                            |
| 1975                                                    | CN Marseille                        | Lille UC                            |
| 1976                                                    | CN Marseille                        | Lille UC                            |
| 1977                                                    | CN Antibes                          | Lille UC                            |
| 1978                                                    | CN Marseille                        | Lille UC                            |
| 1979                                                    | Racing Club de France               | EN Tours                            |
| 1980                                                    | Stade français Olympique Courbevoie | EN Tours                            |
| 1981                                                    | CN Marseille                        | CN Paris                            |
| 1982                                                    | CN Antibes                          | ES Massy                            |
| 1983                                                    | CN Marseille                        | CS Clichy 92                        |
| 1984                                                    | Dauphins du Toulouse OEC            | CS Clichy 92                        |
| 1985                                                    | Dauphins du Toulouse OEC            | Canet 66 natation                   |
| 1986                                                    | Dauphins du Toulouse OEC            | Stade Poitevin Natation             |
| 1987                                                    | Dauphins du Toulouse OEC            | CS Clichy 92                        |
| 1988                                                    | Canet 66 natation                   | CS Clichy 92                        |
| 1989                                                    | Canet 66 natation                   | CS Clichy 92                        |
| 1990                                                    | Canet 66 natation                   | CS Clichy 92                        |
| 1991                                                    | Racing Club de France               | Dauphins du Toulouse OEC            |
| 1992                                                    | Racing Club de France               | CS Clichy 92                        |
| 1993                                                    | Racing Club de France               | CS Clichy 92                        |
| 1994                                                    | Racing Club de France               | CS Clichy 92                        |
| 1995                                                    | Racing Club de France               | CS Clichy 92                        |
| 1996                                                    | Racing Club de France               | Dauphins du Toulouse OEC            |
| 1997                                                    | Dauphins du Toulouse OEC            | Dauphins du Toulouse OEC            |
| 1998                                                    | CN Antibes                          | Dauphins du Toulouse OEC            |
| 1999                                                    | Dauphins du Toulouse OEC            | CN Melun-Dammarie                   |
| 2000                                                    | CN Antibes                          | CN Melun-Dammarie                   |
| 2001                                                    | Dauphins du Toulouse OEC            | CN Melun-Dammarie                   |
| 2002                                                    | CN Antibes                          | CN Melun-Dammarie                   |
| 2003                                                    | CS Clichy 92                        | CN Melun-Dammarie                   |
| 2004                                                    | CS Clichy 92                        | CN Melun-Dammarie                   |
| 2005                                                    | CS Clichy 92                        | CN Melun-Dammarie                   |
| 2006                                                    | CS Clichy 92                        | CN Melun-Dammarie                   |
| 2007                                                    | CS Clichy 92                        | Canet 66 natation                   |
| 2008                                                    | CN Marseille                        | Canet 66 natation                   |
| 2009                                                    | CN Marseille                        | Lagardère Paris Racing              |
| 2010                                                    | CN Antibes                          | Lyon Natation                       |
| 2011                                                    | CN Antibes                          | Stade français Olympique Courbevoie |
| 2012                                                    | Stade français Olympique Courbevoie | Stade français Olympique Courbevoie |
| 2013                                                    | CN Marseille                        | Stade français Olympique Courbevoie |
| 2014                                                    | CN Marseille                        | Olympic Nice Natation               |
| 2015                                                    | CN Marseille                        | Stade français Olympique Courbevoie |
| 2016                                                    | CN Antibes                          | Olympic Nice Natation               |
| 2017                                                    | CN Marseille                        | Montpellier UC Natation             |
| 2018                                                    | Amiens Métropole Natation           | Montpellier UC Natation             |
| 2019                                                    | Stade français Olympique Courbevoie | Stade français Olympique Courbevoie |
| 2020                                                    | CN Marseille                        | Canet 66 natation                   |
| 2021                                                    | Étoiles 92 Natation                 | Canet 66 natation                   |
| 2022                                                    | Dauphins du Toulouse OEC            | Amiens Métropole Natation           |

## Équipements
Bassin de 25 m homologué. Chronométrage automatique obligatoire pour la meilleure poule régionale.

## Catégories d’âge
Ces championnats sont ouverts à toutes les catégories d’âge.

## Durée
Un ou deux jours, deux réunions.

## Détail des épreuves
- Nage libre : 100 m, 400 m
- Dos : 100 m, 200 m.
- Brasse : 100 m, 200 m.
- Papillon : 100 m, 200 m.
- 4 nages : 100m, 200 m
- Relais : 4 × 100 m 4 nages, 10 × 50 m nage libre, 4 × 200 m nage libre. Toutes les épreuves sont disputées classement au temps.

S’agissant d’une compétition par équipes, la règle des deux départs s’applique, conformément aux dispositions particulières de la FFN pour l’application des règlements techniques de la FINA.

## Mode de qualification
Chaque équipe est composée de dix nageurs (trois nageurs, au maximum, pouvant participer à deux épreuves individuelles seulement). Lorsque les titulaires du relais 10 × 50 m nage libre ont nagé, aucun remplaçant ne peut se substituer dans les autres courses.

## Classements
Chaque équipe est composée de dix nageurs et toutes les épreuves inscrites au programme doivent être nagées. Les équipes qui ne respectent pas ces deux critères ne peuvent pas être classées.Toutes les équipes présentées par un club doivent respecter cette règle. En cas de blessure d’un membre de l’équipe, et jusqu’à un quart d’heure précédant le départ du 10 × 50 m nage libre, il peut être fait appel à un remplaçant. Il ne peut plus y avoir de modification dans les engagements individuels après le relais 10 × 50 m nage libre.
Le classement des équipes de club s’effectue à la table de cotation fédérale. La cotation des relais est doublée. En cas d’égalité au total des points, lors des classements des interclubs toutes catégories, l’addition des temps des relais (10 × 50 m nage libre et 4 × 100 m 4 nages) sert à départager les équipes. À l’issue des interclubs, les régions fournissent le classement des équipes dames d’une part et messieurs d’autre part. Un classement général par niveau (une seule équipe par club et par niveau) est effectué par la FFN et tient compte des résultats obtenus par l’ensemble des équipes interclubs au sein de chacun des comités régionaux responsables de l’organisation des poules régionales au sein de sa région. Ce classement permet d’attribuer à l’issue des championnats régionaux interclubs un rang national à chaque équipe.
- La Nationale 1 prend en compte :
  - les vingt premières équipes dames et les vingt premières équipes messieurs ayant totalisé le plus grand nombre de points sont classées de Série Nationale 1A interclubs ;
  - les vingt équipes suivantes en dames et les vingt équipes suivantes en messieurs sont classées de Série Nationale 1B interclubs.

- La Nationale 2 (par interrégion) prend en compte :
  - les trente-deux équipes suivantes en dames et les trente-deux équipes suivantes en messieurs par interrégion sont classées de Série Nationale 2 interclubs.

Il est également édité un classement général aux points regroupant toutes les équipes ayant participé.